# Wiener Frauen (vals)
För operetten med samma namn av Franz Lehár, se Wiener Frauen.
Wiener Frauen, op. 423, är en vals av Johann Strauss den yngre. Den spelades första gången den 27 april 1886 med titeln Les Dames de St. Peterbourgh i Sankt Petersburg i Ryssland. 

## Historia
I början av 1886 inbjöds Johann Strauss att dirigera välgörenhetskonserter i Sankt Petersburg. Som värdar stod ryska kvinnoavdelningen av Röda korset och en barnstiftelse. Det var Strauss första besök i Ryssland sedan 1869 och han lämnade Wien tillsammans med sin blivande tredje hustru Adèle i mars 1886 med sikte på Ryssland. De for först till Hamburg och Berlin, där Strauss dirigerade föreställningar av sin nya operett Zigenarbaronen, för att i mitten av april slutligen anlända till Sankt Petersburg. Strauss hade tagit med sig flera nya verk speciellt komponerade för tillfället (se Adelen-Walzer op. 424, An der Wolga op. 425 och Russischer Marsch op. 426), däribland en vals tillägnad stadens damer. Valsen, med titeln Les Dames de St. Peterbourgh, framfördes första gången i Kavalleriregementets ridskola den 27 april 1886. Valsen publicerades också med den titeln i Ryssland.
I januari 1887 skrev tidningarna i Wien att Strauss skulle bidra med en vals till karnevalsbalen anordnad av Wiens Författare- och Journalistförening "Concordia". Valsens namn var Wiener Frauen. Balen hölls den 14 februari 1887 i Sofienbad-Saal under ledning av Eduard Strauss. Valsen var identisk med den ryska Les Dames de St. Peterbourgh men med en ny titel. Den gjorde dock stor succé i båda städerna.

## Om valsen
Speltiden är ca 8 minuter och 49 sekunder plus minus några sekunder beroende på dirigentens musikaliska tolkning.

## Weblänkar
- Wiener Frauen i Naxos-utgåvan.